# طيران لؤلؤة السورية
لؤلؤة السورية هي شركة طيران سورية شريك للسورية للطيران، وتحصل السورية على حصة تقدر بـ 25% و75% من رأس المال مقدم من شام القابضة ومن مستثمرين سوريين وعرب، وتأتي شركة لؤلؤة السورية لتجسد مفهوم شركة التاكسي الجوي كما أنها شركة طيران مشتركة وهي الناقل الوطني الثاني في سوريا .
تقوم لؤلؤة بتقديم خدمات نقل منتظمة في المدن والمطارات السورية ودول الجوار ولبقية المحطات في دول العالم، عبر طائرات حديثة بستة وتسعين راكباً والطائرات من طراز BAE 146/300 بريطاني الصنع، وتعمل الشركة لتأمين الراحة والامان والفخامة والتميز، وسيرت لؤلؤة السورية حتى الآن رحلات داخلية إلى كل من مطارات حلب واللاذقية ودير الزور والقامشلي انطلاقآ من دمشق وإلى بعض الدول القريبة من سورية وقد بدأت العمل إلى شرم الشيخ في مصر وبغداد في العراق بلإضافة إلى إسطنبول وأنطاليا في تركيا .

## وصلات خرجية
- الموقع الرسمي